# Hyphaene macrosperma
Hyphaene macrosperma là loài thực vật có hoa thuộc họ Arecaceae. Loài này được H.Wendl. mô tả khoa học đầu tiên năm 1881.